# トマス・マルドナード
トマス・マルドナード（1922年4月25日 - 2018年11月26日）はアルゼンチンの画家、デザイナー、思想家。デザイン哲学「ウルムモデル」の主要な理論家の一人。

## 生い立ち
アルゼンチン、ブエノスアイレスで生まれたマルドナードは、国立プリリディアーノ・プエイレドン芸術学校で芸術教育を受ける。

## 経歴

### 初期
マルドナードはアルゼンチンのアヴァンギャルドに関わり、アルテ・コンクレート・インヴェンシオンと呼ばれる画家運動の創始者の一人であった。

### イタリアでの経験
1964年から1967年にかけて、ドイツ人の同僚ギー・ボンシーペと共同で、イタリアのオリベッティ社と百貨店ラ・リナシェンテのデザイン・プログラムのためのコード・システムを作成。1967年、ミラノに居を構え、ボローニャ大学哲学・文学部で教鞭を執りながら、記号学の影響を受けた哲学と批評に取り組んだ。彼の書いた最後のエッセイのひとつである『The Heterodox』では、知識人の役割は集団の良心を目覚めさせること、あるいは明らかにすることだと主張している。

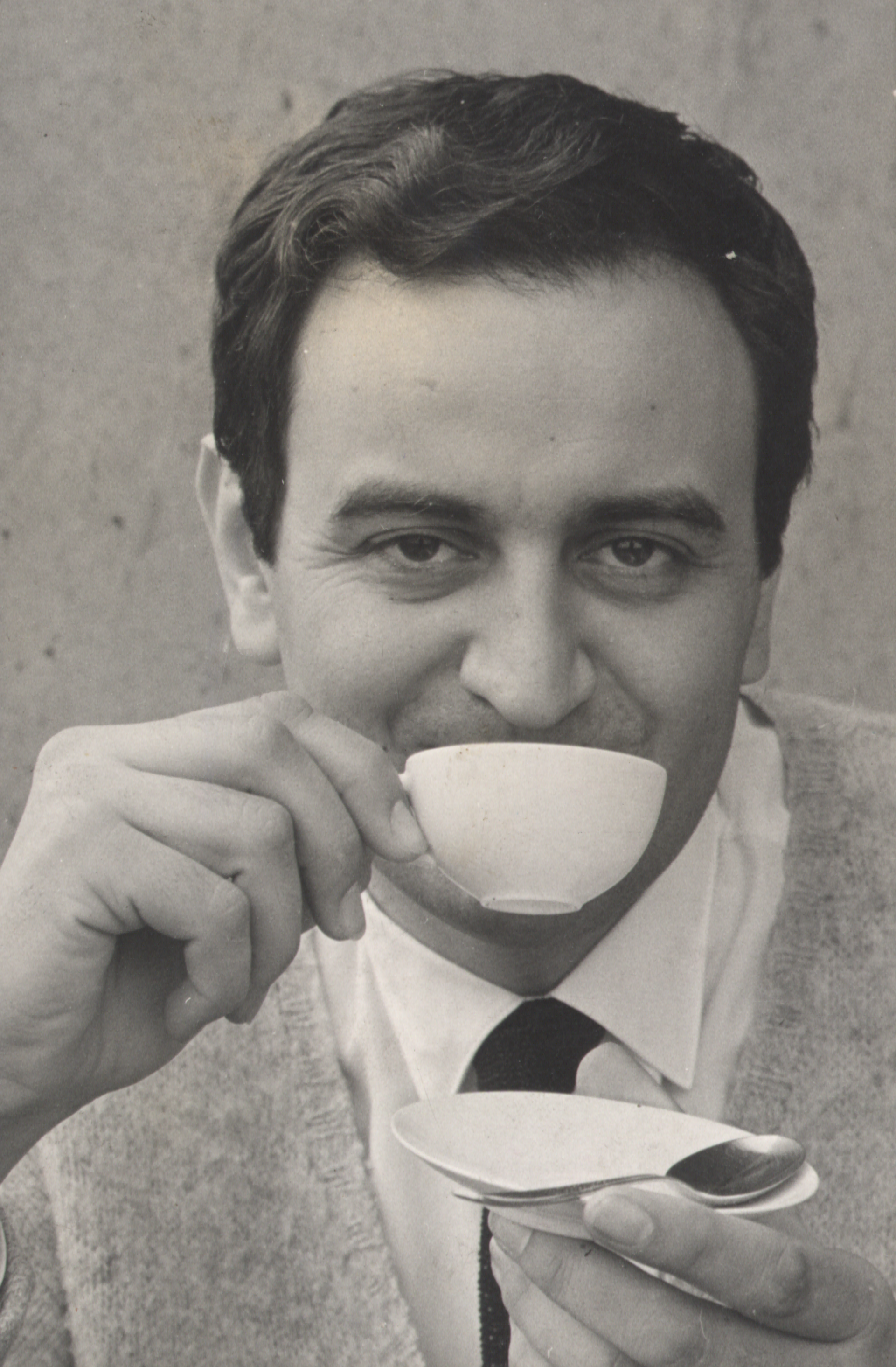
1956年のマルドナード